# آنجلو میلووی
آنجلو میلووی (کرواتی: Anđelo Milevoj؛ زادهٔ ۲۶ مارس ۱۹۴۱) بازیکن فوتبال اهل یوگسلاوی بود.
از باشگاه‌هایی که در آن بازی کرده‌است می‌توان به باشگاه فوتبال رییکا اشاره کرد.
وی همچنین در تیم ملی فوتبال یوگسلاوی بازی کرده‌است.